# Freya (mèo)
Freya (sinh k. tháng 4 năm 2009) là cô mèo mướp của cựu Bộ trưởng Bộ Tài chính Anh Quốc George Osborne và gia đình ông.
Khi chỉ mới vài tháng tuổi, mèo Freya bị lạc khỏi nhà Osborne ở Notting Hill và sau một thời gian tìm kiếm ở miền tây Luân Đôn, gia đình Osborne đinh ninh cô mèo của mình đã chết hoặc mất tích hoàn toàn. Tháng 6 năm 2012, phu nhân Bộ trưởng Osborne nhận được một cú điện thoại thông báo rằng Freya vẫn còn sống, cô mèo được đem về nhà. Tháng 9 năm 2012, mèo Freya đồng đảm nhận vai trò Trưởng quan Bắt Chuột tại Văn phòng Nội các Anh Quốc với mèo Larry ở Phố Downing. Tháng 11 năm 2014, mèo Freya nghỉ hưu và về sống ở vùng quê hạt Kent.